# Lauda (region)

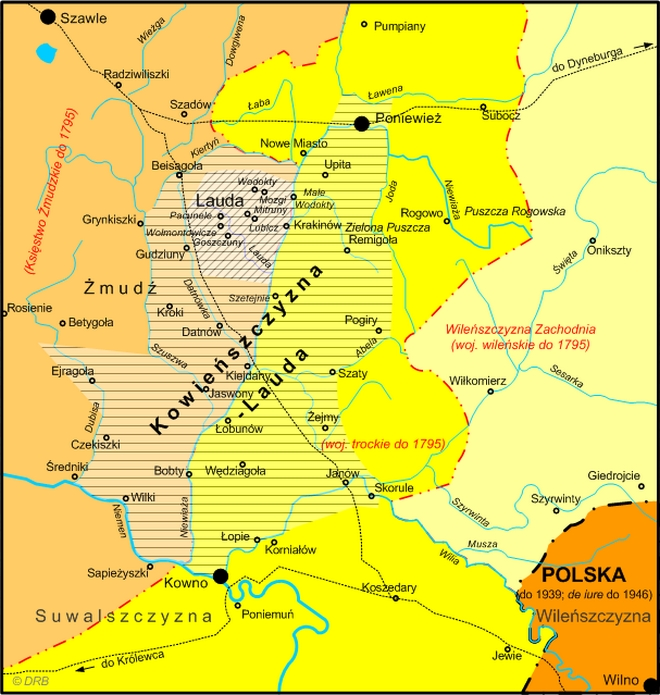
Lauda (Mała) Sienkiewiczowska, położona w dorzeczu rzeczki Laudy oraz etnograficzna Lauda-Kowieńszczyzna (od końca XIX wieku) – obszar zakreskowany (przybliżony, ponieważ nigdy nie był zdefiniowany zasięg tego pojęcia), położona w środkowym i dolnym dorzeczu Niewiaży, która stanowiła na tym odcinku granicę między Żmudzią a województwem trockim.

Lauda (lit. Liauda) – region etnograficzno-historyczny położony na północ od Kowna, którego nazwa pochodzi od zajmującej centralne miejsce niewielkiej rzeczki Laudy, prawego dopływu Niewiaży. Rozciągał się między Niemnem, Wilią a rzeką Dubissą, za którą zaczynała się etniczna Żmudź (historyczna i administracyjna granica Żmudzi przebiegała wzdłuż Niewiaży). W szerokim znaczeniu (Lauda – Kowieńszczyzna) obejmowała około 6500 km².

## Lituanizacja

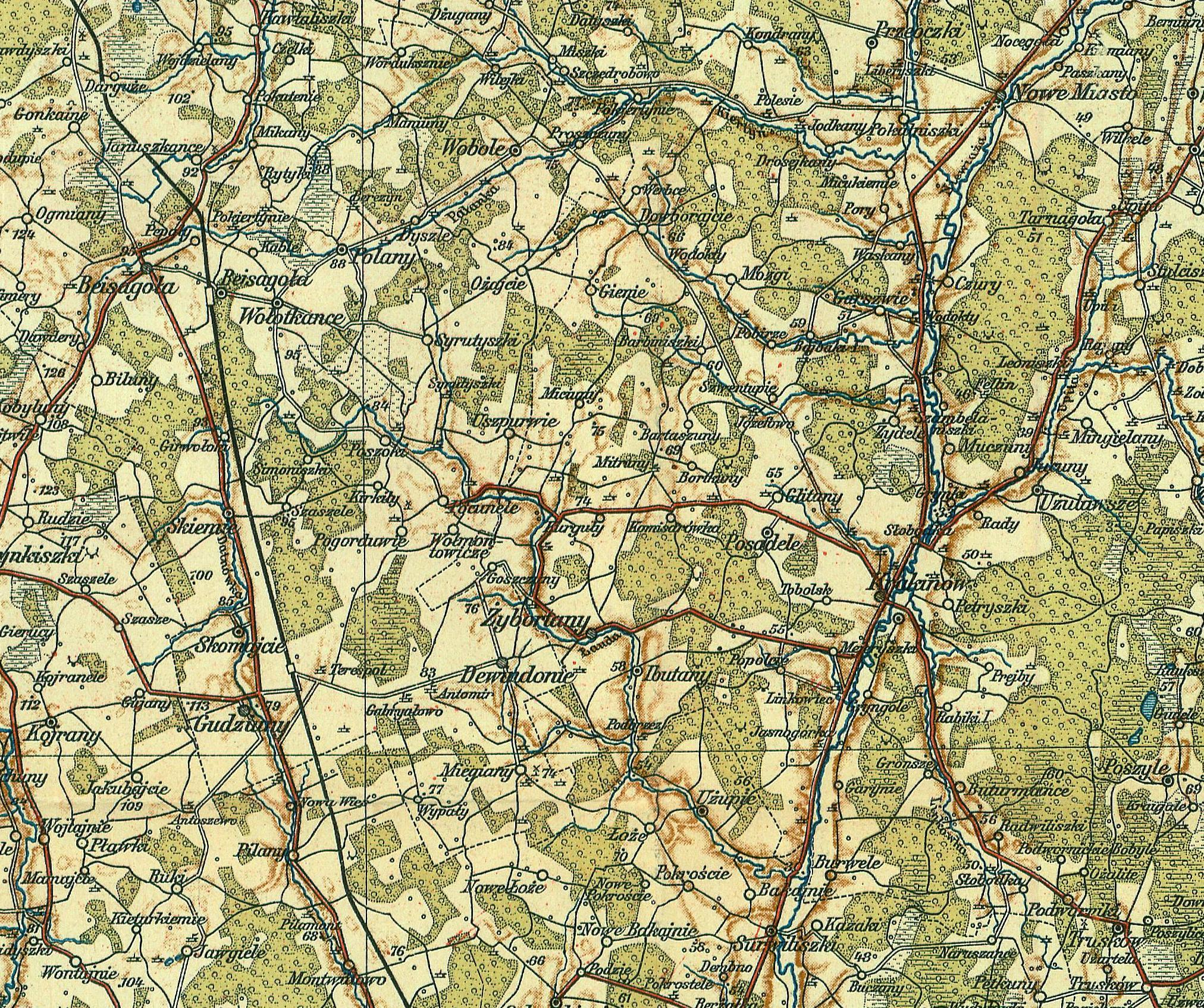
Lauda Sienkiewiczowska – fragment mapy niemieckiej z 1912 r.

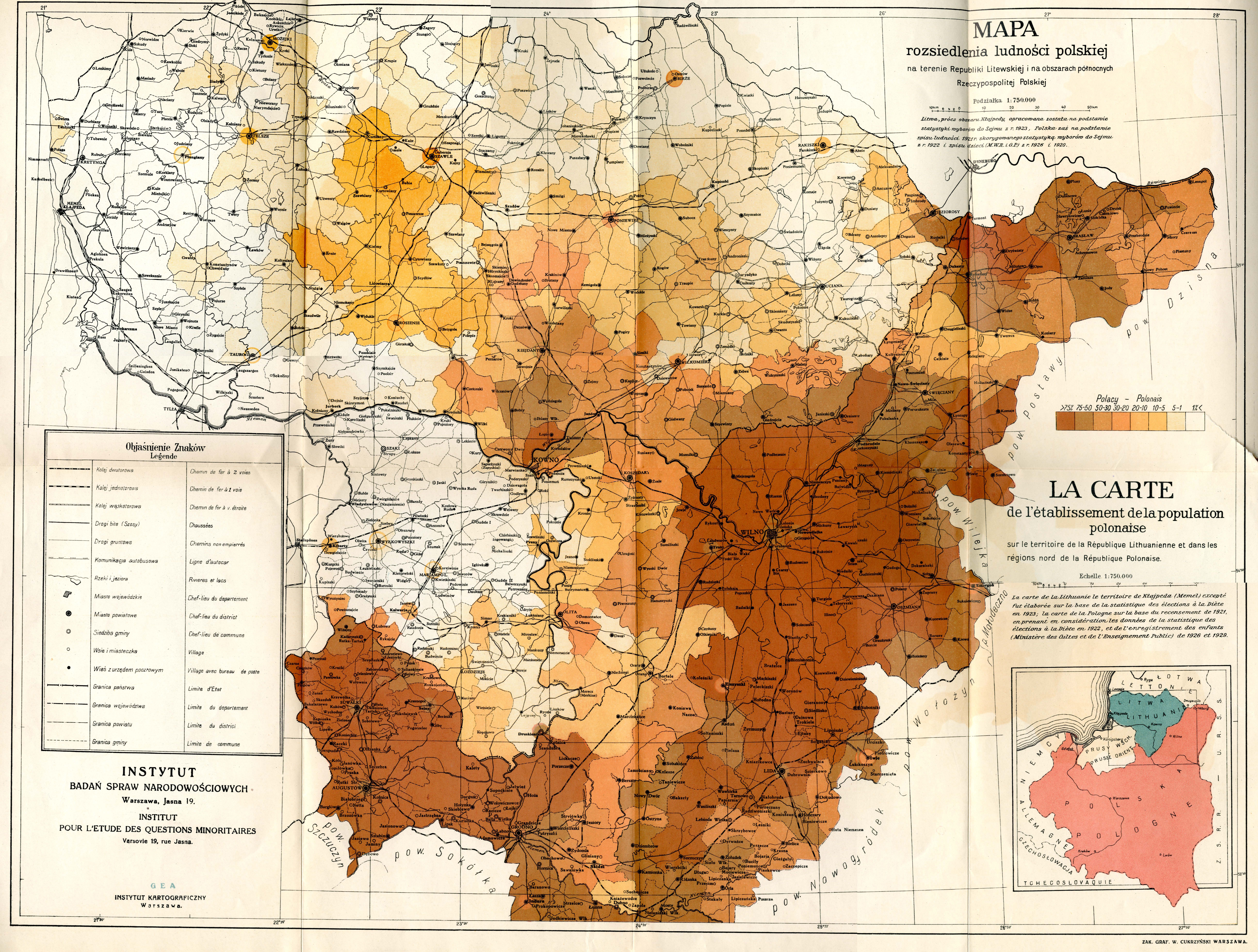
Mapa zamieszkania ludności polskiej na terenie Litwy

Obszar ten do drugiej wojny światowej zamieszkiwali Polacy, w głównej mierze potomkowie słynnej sienkiewiczowskiej szlachty laudańskiej (Potop, Henryk Sienkiewicz), którzy stanowili tu w 1920 r. 55% ogółu ludności. Na samej Laudzie właściwej, w parafiach (gminach) takich jak Kiejdany, Wędziagoła, Łopie, Skorule, Pacunele i Wodokty Polacy stanowili 80-90% wszystkich tutejszych mieszkańców, w położonych bardziej na południe od Laudy parafiach: Datnów (Dotnuva), Żejmy, Janów, Bopty, Łobunów i Kowno 70-80%. Sytuację tę przypomina tutejsze powiedzenie o tym, że: „od Datnowa do Janowa wszędzie słychać polska mowa”. Nawet spis ludności przeprowadzony w 1916 r. przez Niemców okupujących Litwę wykazał, że Polacy stanowili 34,5% mieszkańców samego Kowna (drugą grupę stanowili Żydzi, a trzecią Litwini). Według innych danych Polacy stanowili nawet 45% mieszkańców, Żydzi 30%, a Litwini 18%. W sumie językiem polskim posługiwało się około 80% mieszkańców miasta a ślady języka polskiego jeszcze długo utrzymywały się w litewskiej gwarze kowieńskiej.
Dzisiaj mieszka w tym mieście około 2,5 tysiąca Polaków, co stanowi zaledwie 0,6% mieszkańców. Odsetek Polaków we wspomnianych wyżej rejonach wynosi obecnie: w kowieńskim i kiejdańskim po 0,9%, w janowskim 1,7%, koszedarskim 0,8%.
Zanik polskości spowodowały represje i szykany litewskie w okresie międzywojennym (lituanizacja), powojenne wyjazdy w nowe granice Polski, wywózki na Wschód oraz eliminowanie wszelkich form polskiego szkolnictwa i życia kulturalnego w okresie międzywojennym i powojennym.
Lauda stanowi temat centralnej części poematu Czesława Miłosza Gdzie wschodzi słońce i kędy zapada. Według Elżbiety Kiślak poeta przypomina w niej „własny rodowód, wprowadza obszerne przypisy o historycznej Laudzie i Świętobrości, przytacza dokument z 1595 roku, wyciąg z litewskiej encyklopedii, inwentarz pałacu w Opitołokach, wiersz Teodora Bujnickiego, hasła z Nowego Korbuta i z leksykonu polskich filozofów, a w poetyckich fragmentach przywołuje swoją wileńską młodość. Tytuł oznacza litewską krainę i zarazem pieśń pochwalną, tutaj wysławiającą porządek bytu i codzienność, przez tradycję podniesioną do rytuału”. 
Na Kowieńszczyźnie urodzili się m.in. Czesław Miłosz, Aleksander Meysztowicz, Walerian Meysztowicz, Tadeusz Jasudowicz, Stanisław Michalkiewicz, Władysław Tomkiewicz, Zdzisław Ludkiewicz, Seweryn Ludkiewicz, Marian Zyndram-Kościałkowski, Tadeusz Romer. W samym Kownie natomiast: Konrad Billewicz, Adolf Giżyński, Ignacy Jasiukowicz, Wojciech Wijuk Kojałowicz, Władysław Komar, Tadeusz Kognowicki, Gustaw Lutkiewicz, Wiktor Sukiennicki, Stanisław Karol Władyczko, Henryk Bukowski czy Kazimierz Wołkowycki.